# Varteig
Varteig est une localité de la municipalité de Sarpsborg, dans le comté d'Østfold, en Norvège.

## Description
Varteig est situé au nord de la ville de Sarpsborg et à l'est de la rivière Glomma. Varteig faisait partie de la municipalité de Tune jusqu'en 1861. Elle a été désignée comme municipalité par une scission de Tune en 1861. À cette époque, Varteig comptait 1.405 habitants. Le 1er janvier 1992, une petite partie du district de Furuholmen, avec 12 habitants, a été transférée à la municipalité de Rakkestad. Le reste de Varteig a été incorporé à Sarpsborg avec Tune et Skjeberg.
Varteig est probablement le lieu d'origine d'Inga de Varteig (née vers 1185, décédée en 1234), mère de Håkon Håkonson, roi de Norvège de 1217 à 1263.